# Bibliographie sur Rembrandt
La bibliographie de Rembrandt présente une liste d'ouvrages rédigés ou édités par des spécialistes de Rembrandt. Elle est donnée par thème — vie de Rembrandt ; œuvre peint et gravé ; contemporanéité de Rembrandt — puis par ordre alphabétique de l'auteur.

## Historiographie de Rembrandt

### Biographie
La première biographie imprimée de Rembrandt est publiée de son vivant, en 1641, par Jan Janszoon Orlers, historiographe de la ville de Leyde. Il le décrit comme « l'un des peintres aujourd'hui les plus renommés de notre siècle. » Également son contemporain, Constantijn Huygens écrit en 1678 une autobiographie intitulée De vita propria, sermonum inter liberos (« Ma vie, racontée à mes enfants »), dans laquelle il évoque à plusieurs reprises Rembrandt, son atelier et son compagnon Jan Lievens.

### Œuvre peint
Le Catalogue raisonné de Rembrandt de 1935 (en) d'Abraham Bredius, a servi de point de départ de l'étude du Rembrandt Research Project pour composer leur Corpus, dès la création de ce groupe de spécialistes en 1968 : il s'agissait de traiter (authentifier, étudier, etc.) les 611 tableaux mentionnés par Bredius, ainsi que ceux qui avaient été découverts par la suite. Finalement, la tâche s'avérant irréalisable dans le temps souhaité, c'est sur le Catalogue raisonné de Rembrandt de 1968 (en) de Horst Gerson, qu'Ernst van de Wetering s'est appuyé,.

### Œuvre gravé
Edme-François Gersaint (1694-1750) est le premier à publier un catalogue de gravures de Rembrandt, en 1751 (à titre posthume) : le Catalogue raisonné de toutes les pièces qui forment l’œuvre de Rembrandt,. Gersaint choisit dans cet ouvrage de classer les œuvres non pas dans un ordre chronologique, mais suivant le sujet — et il sera en ceci suivi par la plupart de ses successeurs — qui sont : portraits de Rembrandt ; Ancien Testament ; Nouveau Testament ; sujets pieux, pièces de fantaisie ; mendiants, sujets libres ; paysages ; portraits d'hommes ; têtes de fantaisie ; portraits de femmes ; études.
Adam von Bartsch (1757-1821), également aquafortiste, écrit un ouvrage référence dans ce domaine : Catalogue raisonné de toutes les Estampes qui forment l'Œuvre de Rembrandt, et ceux de ses principaux Imitateurs. Il y établit ce qui est devenu le système de numérotation définitif, sur son propre nom (par exemple « Bartsch 17 » ou « B. 17 »), pour les gravures à l'eau-forte de Rembrandt et les copies de beaucoup d'autres artistes, système encore employé dans ce domaine.
Ignace Joseph de Claussin (1795-1844), aquafortiste et marchand d'estampes, publie en 1824 Catalogue raisonné de toutes les estampes qui forment l'œuvre de Rembrandt, et des principales pièces de ses élèves puis en 1828 Supplément au Catalogue de Rembrandt, le premier faisant référence, notamment pour Charles Henry Middleton qui le cite abondamment dans A Descriptive catalogue of the etched work of Rembrandt van Rhyn (1878), un autre ouvrage de référence.
Un peu avant ce dernier, Charles Blanc (1859-1861) avait entrepris l'ambitieux L'Œuvre complet de Rembrandt, catalogue raisonné de toutes les eaux-fortes du maître et de ses peintures (en deux tomes,), en 1859-1861. Cependant, André-Charles Coppier (voir plus bas), émet une critique forte sur cet ouvrage : il affirme que Blanc a calqué lui-même des faux à l'étranger pour les faire graver à l'eau-forte par Léopold Flameng afin d'illustrer son troisième catalogue avec de prétendus fac-similés.
En 1986, le Petit Palais s'appuie, pour réaliser la monographie en 2 volumes Rembrandt : Eaux-fortes, sur l'ouvrage d'Eugène Dutuit Œuvre gravé de Rembrandt (1883), qui est « reconnu pour la perfection technique de leur illustration. »
Arthur Mayger Hind est un spécialiste britannique de la gravure, en particulier italienne, mais qui a publié plusieurs ouvrages sur les gravures de Rembrandt : A Catalogue of Rembrandt's Etchings : chronologically arranged and completely illustrated (1900), Etchings of Rembrandt (1907), Rembrandt, With a Complete List of His Etchings (?) et Rembrandt and his etchings. A compact record of the artist's life, his work and his time (1921), le premier faisant référence.
À noter enfin Les eaux-fortes authentiques de Rembrandt d'André-Charles Coppier, publié en 1929, également cité par le Petit Palais, qui explique que s'il est assez incomplet, il « apporte un élément de jugement stylistique capital pour la difficile évaluation de la production de Rembrandt pendant la période de Leyde : l'auteur y définit en effet l'écriture du graveur dont la pointe virevolte « en griffonnements en dents de scie, en vrilles, en zébrures singulières ». Or, ce tracé d'une grande liberté graphique qui n'a jamais été bien imité par quiconque, caractérise toutes les eaux-fortes de l'artiste, des premières aux dernières et constitue donc une aide essentielle pour rejeter les contrefaçons. »

## Études sur la vie de Rembrandt

### B
Bie, Cornelis de
- (nl) Cornelis de Bie, Het Gulden Cabinet, 1662, p. 290.

Bode, Wilhelm von
- Wilhelm von Bode (en collaboration avec Cornelis Hofstede de Groot), Rembrandt, Paris, Charles Sedelmeyer, 1897-1905 (8 volumes).

Brion, Marcel
- Marcel Brion, Rembrandt, Albin Michel, 1969.

Brückner, Christel
- (de) Christel Brückner, Rembrandts Braunschweiger Familienbild, Seine thematische Figuren und Farbkomposition und die Kunst Italiens, Hildesheim, 1997.

Büttner, Nils
- (de) Nils Büttner, Rembrandt: Licht und Schatten. Eine Biographie, Stuttgart, Reclam, 2014 (ISBN 978-3-15-010965-6).

### C
Coppier, André-Charles
- (fr) [Coppier 1929] André-Charles Coppier, Les eaux-fortes authentiques de Rembrandt, Firmin-Didot (2 vol.), 1929. 
  - La vie et l'œuvre du maître. La technique des pièces principales. Catalogue chronologique des eaux-fortes authentiques et des états de la min de Rembrandt. (114 pages)
  - Album des reproductions d'eaux-fortes (128 feuillets)

### D
Descargues, Pierre
- Pierre Descargues, Rembrandt et Saskia à Amsterdam, Lausanne, Payot, 1965.
- Pierre Descargues, Rembrandt van Rijn, Paris, Lattès, 1990.

Driessen, Christoph
- (de) Christoph Driessen, Rembrandt und die Frauen, Regensburg, 2011.

Dutuit, Eugène
- Eugène Dutuit, L'œuvre complet de Rembrandt : dé̕crit et commenté par Eugène Dutuit et reproduit à l'aide des procédés de l'héliogravure par Charreyre : Catalogue raisonné de toutes les estampes du mat̋re accompagné de leur reproduction en facsimilé de la grandeur des originaux au nombre de 360 environ précédé d'une introduction sur la vie de Rembrandt, Paris, A. Lévy (2 vol.), 1883 (OCLC 3779300).

### F
Ford, Charles
- (en) Charles Ford, Lives of Rembrandt, J. Paul Getty Museum, 2018, 112 p. (ISBN 978-1-60606-562-4, présentation en ligne).

### G
Genet, Jean
- Jean Genet, Le Secret de Rembrandt : Œuvres complètes, Paris, Gallimard, 1968 (ISBN 2-07-010215-7).
- (de) Jean Genet, Rembrandt. Ein Fragment, Gifkendorf, Merlin-Verlag, 1996 (ISBN 3-926112-61-1).

Gerson, Horst
- Horst Gerson, Rembrandt Paintings, Meulenhoff International, 1968 (OCLC 716640208).

Golahny, Amy
- (en) Amy Golahny, Rembrandt’s Reading: The Artist’s Bookshelf of Ancient Poetry and History, Amsterdam University Press, 2003.

### H
Hind, Arthur Mayger
- (en) Arthur Mayger Hind, Rembrandt and his etchings. A compact record of the artist's life, his work and his time, Boston, C.E. Goodspeed & co., 1921, 46 p..

Hofstede de Groot, Cornelis
- (de) Cornelis Hofstede de Groot, Die holländische Kritik der jetzigen Rembrandt-forschung und neuest wiedergefundene Rembrandtbilder, Stuttgart, Deutsche Verlags-anstalt, 1922.
- Wilhelm von Bode (en collaboration avec Cornelis Hofstede de Groot), Rembrandt, Paris, Charles Sedelmeyer, 1897-1905.
- Cornelis Hofstede de Groot, Die Urkunden über Rembrandt : (1575 - 1721), Nijhoff, 1906.

Houbraken, Arnold
- [Houbraken 1718] (nl) Arnold Houbraken, « Rembrandt van Rijn », dans Le Grand Théâtre des peintres néerlandais, 1718 (lire en ligne).

### M
Michel, Émile
- Émile Michel, Rembrandt. Sa vie, son œuvre et son temps, Paris, Hachette, 1893.

### P
Perlove, Sherley Karen
- (en) Shelley Karen Perlove et Larry Silver, Rembrandt's faith : church and temple in the Dutch golden age, State College, Pennsylvania State University Press, 2009, 506 p. (ISBN 978-0-271-03406-5).

### R
Roscam Abbing, Michiel
- Michiel Roscam Abbing, Rembrandt: sa vie, son œuvre, avec 30 facs-similés, Gründ, 2006.

Roger-Marx, Claude
- Claude Roger-Marx, Rembrandt, Paris, Pierre Tisné, 1960.

### S
Sass, Else Kai
- (en) Else Kai Sass, Comments on Rembrandt's passion paintings and Constantijn Huygens's iconography, Copenhague, Munksgaard, 1971, 98 p. (OCLC 516570).

Scallen, Catherine B.
- (en) Catherine B. Scallen, Rembrandt : reputation and the practice of connoisseurship, Amsterdam, Amsterdam University Press, 2004, 416 p. (ISBN 90-5356-625-2, présentation en ligne).

Schwartz, Gary
- (en) Gary Schwartz, Rembrandt : His Life, His Paintings : A new biography with all accessible paintings illustrated in colour, New York, Viking, 1985, 380 p. (ISBN 978-0-670-80876-2).
- (en) Gary Schwartz, Rembrandt, New York, H.N. Abrams, 1992, 92 p. (ISBN 978-0-8109-3760-4).
- (en) Gary Schwartz, Rembrandt's Universe : His art, his life, his world, Londres, Thames and Hudson, 2006 (ISBN 978-0-500-09331-3).
  - (fr) Gary Schwartz (trad. de l'anglais par Marie-Françoise Dispa, Cécile Frogneux et Marnix Vincent), Rembrandt, Paris, Flammarion, 2006, 384 p. (ISBN 2-08-011630-4, BNF 40970203).

- (en) Gary Schwartz, Meet Rembrandt : Life and work of the master painter, New Haven, Yale University Press, 2011, 111 p. (ISBN 978-90-8689-057-6).

Simmel, Georg
- Georg Simmel, Rembrand, Circé, 1994.

Starcky, Emmanuel
- Emmanuel Starcky, Rembrandt : les chefs-d'œuvre, Hazan, 1990 (ISBN 978-2-85025-212-9). .

### T
Tümpel, Christian
- Christian Tümpel, Rembrandt, Paris, Albin Michel, 1986, 447 p. (ISBN 2-226-02803-X).

### V
Verhaeren, Émile
- Émile Verhaeren, Rembrandt, biographie critique, Paris, H. Laurens, 1904.

### W
Westermann, Mariët
- Mariët Westermann, Rembrandt, Phaidon, 2000, 352 p. (ISBN 978-0-7148-3857-1, OCLC 43968643), p. 321.

White, Christopher
- (en) Christopher White, Rembrandt and his World, Londres, Thames & Hudson, 1964 (OCLC 774595857).
- (en) Christopher White, David Alexander et Ellen D'Oench, Rembrandt in Eighteenth Century England, New Haven, Yale Center for British Art, 1983.
- Christopher White (dir.), Quentin Buvelot (dir.) et al., Rembrandt par lui-même, Paris, Flammarion, 1999 (ISBN 978-90-400-9330-2 et 9782080104083, BNF 37047607).

## Études sur l'œuvre de Rembrandt

### A
Albers, Eckbert
- (de) Eckbert Albers, Erkenntnismomente und Erkenntnisprozesse bei Rembrandt, Hildesheim, Georg Olms Verlag, 2008 (ISBN 978-3-487-13831-2).

### B
Barth, Renate
- (de) Renate Barth, Rembrandt. Radierungen, Weimar, Stiftung Weimarer Klassik und Kunstsammlungen, 1981 (ISBN 3-929323-03-6).

Bartsch, Adam von
- Adam von Bartsch, Catalogue raisonné de toutes les Estampes qui forment l'Œuvre de Rembrandt, et ceux de ses principaux Imitateurs : Composé par les Sieurs Gersaint, Helle, Glomy et P. Yver, Vienne, A. Blumauer, 1797 (OCLC 323251).
- (en) The Illustrated Bartsch, vol. 50 : « Rembrandt »  (ISBN 0-89835-048-4).

Benesch, Otto
- (en) Otto Benesch, The Drawings of Rembrandt. A Critical and Chronological Catalogue, 6 vol., Londres, Phaidon Press, 1954-1957.
- (en) Otto Benesch, Rembrandt as a Draughtsman : An Essay with 115 Illustrations, London, Phaidon Press, 1960.
- Otto Benesch, The List of drawings by Rembrandt. A Critical and Chronological Catalogue, London, Phaidon Press, 1973.

Bevers, Holm
- (de) Holm Bevers, Rembrandt. Die Zeichnungen im Berliner Kupferstichkabinett. Kritischer Katalog, Ostfildern, Hatje Cantz, 2006 (ISBN 3-7757-1817-6).

(en) Holm Bevers, Lee Hendrix, William W. Robinson, Peter Schatborn, Drawings by Rembrandt and His Pupils : Telling the Difference, Los Angeles, Getty Publications, 2010, 304 p. (ISBN 978-0-89236-979-9).
Bikker, Jonathan
- (en) Jonathan Bikker et al., Rembrandt: The Late Works, Londres, National Gallery London, 2014, 304 p.  (ISBN 978-1857095579).

Biörklund, George
- [Biörklund 1968] (en) George Biörklund, Rembrandt's etchings : true and false, Stockholm, Esselte Aktiebolag, 1968, 200 p..

Blanc, Charles
- Charles Blanc, L'Œuvre de Rembrandt, reproduit en planches photographiques, Paris, Gide et J. Bandry, 1853.
- Charles Blanc, L'œuvre complet de Rembrandt : catalogue raisonné de toutes les eaux-fortes du maître et de ses peintures... orné de bois gravés et de quarante eaux-fortes tirées à part et rapportées dans le texte, t. 1, Paris, Gide, 1859-1861, 392 p. (lire en ligne).

Bode, Wilhelm von
- Wilhelm von Bode (en collaboration avec Cornelis Hofstede de Groot), Rembrandt, Paris, Charles Sedelmeyer, 1897-1905.

Bodenbach, Hans Joachim
- (de) Hans Joachim Bodenbach, Rembrandt : Selbstporträts von fremder Hand, Dresde, Verlag der Kunst, 2003, 45 p. + 18 pl.

Boon, Karel G.
- (nl) Karel G. Boon, Rembrandt, de etser. Het volledige werk, Amsterdam, Becht, 1963.
  - (fr) [Boon 1963] Karel G. Boon (trad. Van Hermijnen), Rembrandt : Gravure : œuvre complet, Paris, Arts et métiers graphiques, 1963 (OCLC 25752837).
  - (fr) [Boon 1989] Karel G. Boon (trad. du néerlandais de Belgique par Van Hermijnen), Rembrandt : L'Œuvre gravé, Paris, Arts et métiers graphiques - Flammarion, 1989, 287 p. (ISBN 2-08-012952-X).
  - (en) Karel G. Boon, Rembrandt : the Complete Etchings, New York, H. N. Abrams, 1963.

- (en) Karel G. Boon, Rembrandt's Etchings : An Illustrated Critical Catalogue, 2 vols, Amsterdam, 1969.

Borenius, Tancred
- (en) Tancred Borenius, Rembrandt, Phaidon Press, 2015, 176 p. (ISBN 978-0-7148-6919-3).

Bredius, Abraham
- (de) Abraham Bredius, Rembrandt Gemälde : 630 Abbildungen, Vienne, Phaidon Verlag, 1935.
- (en) Abraham Bredius et Horst Gerson, The Complete Edition of the Paintings [of] Rembrandt, Phaidon, 1969, 1973.

Bull, Duncan
- [Bull et al.] (en) Duncan Bull, Van Gogh Museum, Rembrandt, Caravaggio, Zwolle, Rijksmuseum Amsterdam, 2006, 208 p. (ISBN 978-90-400-9135-3, OCLC 64770900).

### C
Chapman, H. Perry
- (en) H. Perry Chapman, Rembrandt’s self-portraits, Princeton NJ, University Press, 1990 (ISBN 0-691-04061-3).

Claussin, Ignace Joseph de
- Edme-François Gersaint, P. C. A. Helle, Jean-Baptiste Glomy et Ignace Joseph de Claussin, Catalogue raisonné de toutes les estampes qui forment l'œuvre de Rembrandt, et des principales pièces de ses élèves, Paris, Impr. de Firmin Didot, imprimeur du Roi, 1824, 217 p. (OCLC 6474294, lire en ligne).
- Ignace Joseph de Claussin et Edme-François Gersaint, Supplément au Catalogue de Rembrandt, suivi d'une description de[s] estampes de ses élèves, augmentées de pièces et d'épreuves inédites; on y a joint une description des morceaux qui lui ont été faussement attribués et de ceux des meilleurs graveurs, d'après ses tableaux ou dessins, Paris, Impr. de Firmin Didot, imprimeur du Roi, 1828, 244 p. (OCLC 6474238, lire en ligne).

Coppier, André-Charles
- (fr) [Coppier 1929] André-Charles Coppier, Les eaux-fortes authentiques de Rembrandt, Firmin-Didot (2 vol.), 1929. 
  - La vie et l'œuvre du maître. La technique des pièces principales. Catalogue chronologique des eaux-fortes authentiques et des états de la min de Rembrandt. (114 pages)
  - Album des reproductions d'eaux-fortes (128 feuillets)

Clark, Kenneth
- Kenneth Clark, Rembrandt and the Italian Renaissance, Murray, 1966, 225 p..
- Kenneth Clark, An Introduction to Rembrandt, Harper & Row, 1979.

### D
De Witt, David
- (en) David De Witt, Rembrandt's Naked Truth : Drawing Nude Models in the Golden Age, W Books, 2016, 176 p. (ISBN 978-94-6258-134-0).

Durham, John I.
- (en) John I. Durham, Biblical Rembrandt: Human Painter in a Landscape of Faith, Mercer University Press, 2004 (ISBN 978-0-86554-886-2, lire en ligne).

### G
Genevaz, Patrick
- Patrick Genevaz, Sur trois gravures de Rembrandt, Paris, La Délirante, 2008, 60 p. (ISBN 978-2-85745-091-7).Il s'agit de La Pièce aux cents Florins (1649), Ecce Homo (1655) et Les trois croix (1653).

Gersaint, Edme-François
- Edme François Gersaint, P. C. A. Helle et Jean-Baptiste Glomy, Catalogue raisonné de toutes les pièces qui forment l'œuvre de Rembrandt, Paris, Chez Hochereau, l'aîné, 1751, 326 p. (OCLC 8451071, lire en ligne).
- Edme-François Gersaint, P. C. A. Helle, Jean-Baptiste Glomy et Ignace Joseph de Claussin, Catalogue raisonné de toutes les estampes qui forment l'œuvre de Rembrandt, et des principales pièces de ses élèves, Paris, Impr. de Firmin Didot, imprimeur du Roi, 1824, 217 p. (OCLC 6474294, lire en ligne).
- Ignace Joseph de Claussin et Edme-François Gersaint, Supplément au Catalogue de Rembrandt, suivi d'une description de[s] estampes de ses élèves, augmentées de pièces et d'épreuves inédites; on y a joint une description des morceaux qui lui ont été faussement attribués et de ceux des meilleurs graveurs, d'après ses tableaux ou dessins, Paris, Impr. de Firmin Didot, imprimeur du Roi, 1828, 244 p. (OCLC 6474238, lire en ligne).

Gollwitzer, Gerhard et Helmut
- (de) Gerhard Gollwitzer et Helmut Gollwitzer, Rembrandt van Rijn. Hundertguldenblatt : Die grosse Krankenheilung. Betrachtungen, Stuttgart, Evangelisches Verlagswerk, 1969, 23 p. (OCLC 9062288).

### H
Hind, Arthur Mayger
- (en) Arthur Mayger Hind, A Catalogue of Rembrandt's Etchings : chronologically arranged and completely illustrated, Londres, Methuen and co. (2 vol.), 1900, 182 p. (lire en ligne).
- (en) Arthur Mayger Hind, Etchings of Rembrandt, Londres, New York, G. Newness, C. Scribner, 1907, 148 p..
- (en) Arthur Mayger Hind, Rembrandt and his etchings. A compact record of the artist's life, his work and his time, Boston, C.E. Goodspeed & co., 1921, 46 p..

Hinterding, Erik
- (en) Erik Hinterding, Rembrandt as an Etcher : the Practice of Production and Distribution, vol. 1, Ouderkerk aan den Ijssel, Sound & Vision, 2006, 215 p. (OCLC 954935626).
- (en) Erik Hinterding, Rembrandt etchings : from the Frits Lungt Collection, vol. 1, Paris, Thoth Publishers Bussum, 2008, 677 p. (ISBN 978-90-6868-417-9).

Hyatt Mayor, Alpheus
- (en) Alpheus Hyatt Mayor, Rembrandt : the hundred guilder print, New York, Eakins, 1975, 14 p. (OCLC 3379136).

Kersten, Michiel
- (en) Michiel Kersten et Malin Lönnberg, Rembrandt Etchings : Looking at Rembrandt's Prints, Amsterdam Publishers, 2014, 90 p. (ISBN 978-94-92371-30-0).

### M
Michel, Émile
- Émile Michel, Rembrandt. Sa vie, son œuvre et son temps, Paris, Hachette, 1893.

Middleton, Charles Henry
- Charles Henry Middleton, Notes on the etched work of Rembrandt : with special reference to the recent exhibition in the gallery of the Burlington fine arts club, Londres, J. Wilson, 1877, 25 p. (OCLC 9161384).
- (en) Charles Henry Middleton, A Descriptive catalogue of the etched work of Rembrandt van Rhyn, Londres, John Murray, Albemarle Street, 1878 (BNF 32449911, lire en ligne).

Milner, Max
- Max Milner, Rembrandt à Emmaüs, Paris, J. Corti, 2006.

Molinié, Anne-Sophie
- Anne-Sophie Molinié, Rembrandt, d'ombre et de lumière, éd. À Propos, 2006, 64 p..

Münz, Ludwig
- (de) Ludwig Münz, Die Kunst Rembrandts und Goethes Sehen, Leipzig, Heinrich Keller, 1934.
- (en) Ludwig Munz, The Etchings of Rembrandt : Complete Edition 2 Volumes, Londres, Praeger, 1952.

### N
Neipp, Bernadette
- (fr) Bernadette Neipp et Daniel Marguerat, Rembrandt et la mort de Jésus : la tendresse d'un regard, Saint-Maurice (Suisse), Saint-Augustin, 2001, 175 p. (ISBN 978-2-88011-234-9, présentation en ligne).

### R
Riedmatten, Henri de
- Henri de Riedmatten, Lucrèce selon Rembrandt, Paris, Institut national d'histoire de l'art, 2021, 64 p. (ISBN 978-2-917902-94-3)

Royalton-Kisch, Martin
- (en) Martin Royalton-Kisch, Drawings by Rembrandt and his circle in the British Museum, British Museum Press, 1992, 248 p. (ISBN 978-0-7141-1640-2, OCLC 25902042).
- (en) Martin Royalton-Kisch, Rembrandt & Van Vliet : a collaboration on copper, Museum het Rembrandthuis, Rembrandt Information Centre, 1996 (ISBN 978-90-400-9782-9, OCLC 34806774)
- (en) Erik Hinterding, Ger Luijten et Martin Royalton-Kisch (avec des contributions de Marijn Schapelhouman, Peter Schatborn et Ernst van de Wetering), Rembrandt the printmaker, Londres, British Museum Press in association with the Rijksmuseum, 2000, 384 p. (ISBN 978-1-57958-304-0, OCLC 45433312).
- (en) Martin Royalton-Kisch, Rembrandt as printmaker, Hayward Gallery, 2006 (ISBN 978-1-85332-255-6, OCLC 62761645).

Rutgers, Jaco et Stikmann, Ad
- Jaco Rutgers et Ad Stijnman (trad. du néerlandais de Belgique), Rembrandt Graveur La Comédie humaine : L’œuvre gravé d’un des plus grands artistes du XVIIe siècle, Grenoble, Glénat, 2019, 159 p. (ISBN 978-2-344-03394-4).

### S
Schama, Simon
- Simon Schama (trad. de l'anglais), Les yeux de Rembrandt, Paris, Seuil, 2003, 838 p. (ISBN 2-02-017278-X).

Schatborn, Peter
- (en) Holm Bevers, Peter Schatborn et Barbara Welzel, Rembrandt : the Master and his Workship : Drawings and Etchings, New Haven, Londres, Yale University Press, National Gallery Publications, 1991, 288 p. (ISBN 0-300-05151-4).
- (fr) Peter Schatborn, Carel van Tuyll van Serooskerken et Hélène Grollemund, Rembrandt dessinateur : chefs-d'œuvre des collections en France, Paris, Somogy, 2007.

Schwartz, Gary
- (nl) Gary Schwartz, Rembrandt : Zijn leven, zijn schilderijen, 1984.
- (en) Gary Schwartz, Rembrandt : All the etchings reproduced in true size, Maarsen, 1977.
  - (fr) Gary Schwartz (trad. de l'anglais), Rembrandt : L'œuvre gravé complet, Fribourg, Paris, Office du Livre, Société Française du Livre, 1978, 399 p. (ISBN 2-85109-045-3).

- (en) Gary Schwartz, Rembrandt : His Life, His Paintings : A new biography with all accessible paintings illustrated in colour, New York, Viking, 1985, 380 p. (ISBN 978-0-670-80876-2).
- (en) Gary Schwartz, The Complete Etchings of Rembrandt Reproduced in Original Size : Rembrandt van Rijn, New York, Dover, 1988 (ISBN 0-486-28181-7).
- (en) Gary Schwartz, Rembrandt, New York, H.N. Abrams, 1992, 92 p. (ISBN 978-0-8109-3760-4).
- (en) Gary Schwartz, The Complete Etchings of Rembrandt : Reproduced in Original Size, New York, Dover Publications, 1994, 224 p. (ISBN 978-0-486-28181-0, présentation en ligne).
- (en) Gary Schwartz, The Night Watch, Rijksmuseum Amsterdam, 2002, 48 p. (ISBN 978-90-400-9555-9).
- (en) Gary Schwartz, The Rembrandt Book, New York, Abrams, 2006, 384 p. (ISBN 978-0-8109-4317-9).
- (en) Gary Schwartz, Rembrandt's Universe : His art, his life, his world, Londres, Thames and Hudson, 2006 (ISBN 978-0-500-09331-3).
- (en) Gary Schwartz, Meet Rembrandt : Life and work of the master painter, New Haven, Yale University Press, 2011, 111 p. (ISBN 978-90-8689-057-6).

Seidlitz, Woldemar von
- (de) Woldemar von Seidlitz, Die Radierungen Rembrandts, Leipzig, E.A. Seemann, 1922, 278 p. (OCLC 1561274).

Slive, Seymour
- (en) Seymour Slive, Rembrandt and His Critics, 1630–1730, 1953, 240 p. (ISBN 0-87817-311-0).
- (en) Seymour Slive, Rembrandt Drawings, 2009, 252 p. (ISBN 978-0-89236-976-8).

### T
Taylor, Michael
- (en) Michael Taylor, Rembrandt's Nose: Of Flesh and Spirit in the Master's Portraits, Distributed Art Publishers, 2007, 168 p.  (ISBN 978-1933045443).

Tümpel, Christian
- Christian Tümpel, Rembrandt, Études iconographiques, Signification et interprétation du contenu des images, Saint Pierre de Salerne, 2004.
- (en) Christian Tümpel et Astrid Tümpel, Rembrandt : images and metaphors, Londres, Haus Publishing, 2006, 304 p. (ISBN 978-1-904950-92-9).

### V
Vogelaar, Christiaan
(en) Christiaan Vogelaar, Gregor J M Weber, Boudewijn Bakker, Lynne Richards, Jaco Rutgers et Ruth Koenig, Rembrandt’s Landscapes, Stedelijk Museum De Lakenhal, 2006 (ISBN 90-400-8234-0).

### W
Weichhardt, Walter
- (de) Walter Weichhardt, Rembrandt. Radierungen, Berlin, Deutsche Buch-Gemeinschaft, 1939.

Wessely, Joseph Eduard
- (de) Joseph Eduard Wessely, « Rembrandt van Rijn », dans Allgemeine Deutsche Biographie (ADB), vol. 28, Leipzig, Duncker & Humblot, 1889, p. 193-197.

Wetering, Ernst van de
- (en) Rembrandt: The Painter at Work, Amsterdam University Press, 2000 (lire en ligne).
- (en) Rembrandt: The Painter at Work, Amsterdam University Press, 2009  (ISBN 978-90-8964033-8).
- (nl) (avec Barbara de Lange), Rembrandt in Nieuw Licht, Local World, Amsterdam, 2009  (ISBN 978-90-811681-7-5).
- (en) Rembrandt's Beginnings - an Essay, Kassel, Amsterdam, 2001-2002, p. 22-57.
- VV. AA., A Corpus of Rembrandt Paintings:
  - Volume I, 1629-1631, 1982 (sur les premières années à Leiden)  (ISBN 90-247-2614-X)
  - Volume II, 1621-1634, 1986  (ISBN 90-247-3339-1)
  - Volume III, 1635-1642, 1989  (ISBN 90-247-3781-8)
  - Volume IV, E. van de Wetering (dir.), Self-Portraits, 2005 (sur les autoportraits de Rembrandt)  (ISBN 1-4020-3280-3)
  - Volume V, E. van de Wetering (dir.), The Small-Scale History Paintings, 2010  (ISBN 978-1-4020-4607-0)
  - Volume VI, E. van de Wetering (dir.), Rembrandt’s Paintings Revisited, A Complete Survey, 2014  (ISBN 978-94-017-9173-1)
    - Réédition du volume VI en 2017  (ISBN 978-94-024-1027-3).

White, Christopher
- (en) Christopher White, Rembrandt and his World, Londres, Thames & Hudson, 1964 (OCLC 774595857).
- (en) Christopher White et Karel G. Boon, Rembrandt's Etchings : An Illustrated Critical Catalogue, 2 vols, Amsterdam, Van Gendt & Co, 1969.
- (en) Christopher White, The late etchings of Rembrandt : a study in the development of a print, Londres, 1969 (OCLC 487651241).
- (en) Christopher White et Quentin Buvelot, Rembrandt by Himself, Londres, National Gallery Publications, 1999.
- (de) Christopher White, Rembrandt as an etcher : A Study of the Artist at Work, New Haven, Conn., Yale University Press, 1999 (ISBN 0-300-07953-2).
- (de) Christopher White, Rembrandts Selbstbildnisse, Stuttgart, Belser Verlag, 1999 (ISBN 3-7630-2370-4).

Wright, Christopher
- (de) Christopher Wright, Rembrandt : Self-portraits, Munich, Hirmer, 2000 (ISBN 3-7774-8580-2).

### VV AA
- Taco Dibbits, Duncan Bull, Volker Manuth, Carel van Tuyll van Serooskerken, Margriet van Eikema Hommers et Ernst van de Wetering, Rembrandt - Caravaggio, W Books, 2006, 208 p.  (ISBN 978-9040091292).
- Christopher White (coord.), Quentin Buvelot (coord.), Ernst van de Wetering, Volker Manuth, Marieke de Winkel, Edwin Buijsen, Peter Schatbron, Ben Broos et Ariane van Suchtelen (trad. Jean Raoul Mengarduque), Rembrandt par lui-même, Paris, Flammarion, 1999 (ISBN 90-400-9330-X et 9782080104083, BNF 37047607).

## Études sur l'époque, l'atelier ou les contemporains de Rembrandt

### A
Alpers, Svetlana
- (en) Svetlana Alpers, Rembrandt's Enterprise: The Studio and the Market, Chicago, University of Chicago Press, 1988 (ISBN 978-0-226-01518-7).
- (de) Svetlana Alpers, Rembrandt als Unternehmer. Sein Atelier und der Markt, Cologne, DuMont, 1989.
- Svetlana Alpers, L'atelier de Rembrandt : La liberté, la peinture et l'argent, Paris, Gallimard, 1991, 384 p. (ISBN 2-07-072239-2).
- (de) Svetlana Alpers, Rembrandt als Unternehmer. Sein Atelier und der Markt, Cologne, DuMont Literatur und Kunst, 2003 (ISBN 3-8321-7297-1).

### B
Bevers, Holm
- (en) Holm Bevers, Peter Schatborn et Barbara Wetzel, Rembrandt the master & his workshop : drawings & etchings, New Haven, Yale University Press, 1991 (ISBN 0-300-05151-4).
  - Holm Bevers, Peter Schatborn et Barbara Wetzel, Rembrandt : le maître et son atelier, Paris, Flammarion, 1991 (2 vol.).

- (en) Holm Bevers, Drawings by Rembrandt and his pupils : telling the difference, Los Angeles, J. Paul Getty Museum, 2009.

Blanc, Jan
- Jan Blanc, Dans l'atelier de Rembrandt : Le maître et ses élèves, Paris, Éditions de la Martinière, 2006, 143 p. (ISBN 2-7324-3431-0).

Brugerolles, Emmanuelle
- Emmanuelle Brugerolles (dir.), Rembrandt et son entourage, coll. Carnets d'études no 23, ed. Beaux-arts de Paris, Paris, 2012  (ISBN 978-2-84056-366-2).

### D
Dickey, Stephanie S.
- (en) Stephanie S. Dickey, Rembrandt and His Circle : Insights and Discoveries, Amsterdam University Press, 2018, 384 p. (ISBN 978-94-6298-400-4).

### G
Ganz, James A.
- (en) James A. Ganz, Rembrandt's Century, Prestel, 2013, 176 p.  (ISBN 978-3791352244).

### H
Haverkamp-Bagemann, E.
- (en) E. Haverkamp-Bagemann, J. R. Judson et A.-M. Logan, Rembrandt After 300 Years : An Exhibition of Rembrandt and His Followers, Chicago, Art Institute of Chicago, Detroit Institute of Arts, Minneapolis Institute of Art, 1969.

### J
Janssen, P. H.
- (en) P. H. Janssen et W. Sumowski, The Hoogsteder Exhibition of Rembrandt's Academy, La Haye, Hoogsteder & Hoogsteder, 1992.

### L
Lugt, Frits
- Frits Lugt, Rembrandt, ses élèves, ses imitateurs, ses copistes, Musées Nationaux, Palais du Louvre, 1933, 69 p..

### M
Michel, Émile
- Émile Michel, Rembrandt. Sa vie, son œuvre et son temps, Paris, Hachette, 1893.

### 0
Ornstein-Van Slooten, E.
- (en) E. Ornstein-Van Slooten et Peter Schatborn (dir.), Rembrandt as Teacher, Amsterdam, Musée de la maison de Rembrandt, 1984.

### P
Priem, Ruud
- Ruud Priem, Marc Restellini et Peter Sigmond, L'Âge d'Or hollandais : de Rembrandt à Vermeer avec les trésors du Rijksmuseum, Pinacothèque de Paris, 2009, 304 p. (ISBN 978-235-867004-3).

### R
Royalton-Kisch, Martin
- (en) William W. Robinson, Bruegel to Rembrandt : Dutch and Flemish drawings from the Maida and George Abrams collection, Cambridge, Mass. et Londres, Harvard University Art Museums, Yale University Press, 2002, 299 p. (ISBN 978-0-300-09347-6, OCLC 901924255) Inclut un essai de Royalton-Misch

### S
Scallen, Catherine B.
- (en) Catherine B. Scallen, Crossing Cultures: Conflict, Migration and Convergence: The Proceedings of the 32nd International Congress in the History of Art : The Global Rembrandt, Carlton, Miegunyah Press, 2009.

Schwartz, Gary
- (en) Gary Schwartz, Rembrandt's Universe : His art, his life, his world, Londres, Thames and Hudson, 2006 (ISBN 978-0-500-09331-3).
- (en) Gary Schwartz, Emotions : Pain and Pleasure in Dutch Painting of the Golden Age, Haarlem, Frans Hals Museum, 2014, 152 p. (ISBN 978-94-6208-170-3).

Seghers, Anna
- (de) Anna Seghers, Jude und Judentum im Werke Rembrandts, Leipzig, Philipp Reclam, 1981 (ISBN 3-379-00608-4).

Starcky, Emmanuel
- Emmanuel Starcky, Rembrandt : les chefs-d'œuvre, Hazan, 1990 (ISBN 978-2-85025-212-9). .

Sumowski, W.
- (en) W. Sumowski, Drawings of the Rembrandt School, New York, Abaris Books, 1979 (10 vol.).
- (en) P. H. Janssen et W. Sumowski, The Hoogsteder Exhibition of Rembrandt's Academy, La Haye, Hoogsteder & Hoogsteder, 1992.

### W
White, Christopher
- (en) Christopher White, Rembrandt and his World, Londres, Thames & Hudson, 1964 (OCLC 774595857).
- (en) Christopher White, David Alexander et Ellen D'Oench, Rembrandt in Eighteenth Century England, New Haven, Yale Center for British Art, 1983.

Wauschkuhn, Anette
- (de) Anette Wauschkuhn, Georg Simmels Rembrandt-Bild: Ein lebensphilosophischer Beitrag zur Rembrandtrezeption im 20. Jahrhundert : Manuskripte für Kunstwissenschaft in der Wernerschen Verlagsgesellschaft 61, Worms, Wernersche Verlagsgesellschaft, 2002 (ISBN 978-3-88462-960-4).

### Z
Zell, Michael
- (en) Michael Zell, Reframing Rembrandt: Jews and the Christian Image in Seventeenth-Century Amsterdam, Berkeley, University of California Press, 2002.

### VV AA
- (en + fr) Rembrandt and his pupils : Rembrandt et ses élèves : A loan exhibition of paintings commemorating the 300th anniversary of Rembrandt (Une exposition de peintures commémorant le 300e anniversaire de Rembrandt, Montréal, Musée des beaux-arts de Montréal, Art Gallery of Ontario, 1969.
- (en) Rembrandt and his pupils: papers given at a Symposium in Nationalmuseum, Nationalmusei Skriftserie, Stockholm, 1992  (ISBN 91-7100-463-7).
- (en) Rembrandt et son école : collections du musée de l'Ermitage de Saint-Pétersbourg, Dijon, Musée des Beaux-Arts de Dijon, 2003.

## Catalogues d'exposition
- (en) American Art Association, New York Anderson Galleries, Etchings & engravings including French XVIII century prints and a superb copy of Rembrandt's Hundred guilder print, New York, The Association, 1931, 53 p. (OCLC 71375779).
- (fr) [Musée du Petit Palais 1986] Musée du Petit Palais, Rembrandt : Eaux fortes, Paris, Paris Musées, 1986, 307 p. (ISBN 2-905028-10-6).
- Musée des beaux-arts de Dijon, Rembrandt et son école : cat. exp. musée des Beaux-Arts de Dijon, Réunion des Musées Nationaux, Paris, 2003.
- (en) Thomas E. Rassieur, William W. Robinson, Ronni Baet et Clifford S. Ackley, Rembrandt's journey : painter, draftsman, etcher : exhibition, Boston, Museum of fine arts, October 26, 2003-January 18, 2004, Chicago, Art institute, February 14, 2004-May 9, 2004, Borson, Musée des beaux-arts de Boston, 2003, 343 p. (ISBN 978-0-87846-677-1).
- Musée départemental d'art ancien et contemporain d'Épinal : Matthieu Gilles, Bozena Anna Kowalczyk, Jaco Rutgers, Rembrandt et les peintres-graveurs italiens de Castiglione à Tiepolo, Épinal, Ludion, 2003, 103 p. (ISBN 90-5544-490-1).
- Rembrandt et la figure du Christ, catalogue de l'exposition (Paris, musée du Louvre, 18 avril-18 juillet 2011; Philadelphie, Philadelphia Museum of Art, 30 juillet-30 octobre 2011; Détroit, Detroit Institute of Arts, 20 novembre 2011 - 12 février 2012), Blaise Ducos, George S. Keyes et Lloyd DeWitt éd., Officina Libraria-éditions du musée du Louvre, Milan-Paris 2011.
- Lloyd DeWitt, Blaise Ducos et George S. Keyes, Rembrandt et la figure du Christ : cat. exp., Paris, Milan, Louvre, Officina Libraria, 2011, 263 p. (ISBN 978-88-89854-67-9). Catalogue de l'exposition présentée au musée du Louvre du 21 avril au 18 juillet 2011, au Museum of Art de Philadelphie du 3 août au 30 octobre 2011 puis au Detroit Institute of Arts du 20 novembre 2011 au 12 février 2012. Cette manifestation réunit pour la première fois le premier groupe d'esquisses peintes montrant le Christ en buste, auquel sont jointes certaines œuvres essentielles qui leur sont étroitement apparentées, dont les Pèlerins d'Emmaüs de 1648 (Louvre) et la Pièce aux cent florins.
- (en) Rembrandt : Master of the Copper Plate. Prints from the Dmitri Rovinsky Collection at the State Hermitage, Finnish National Gallery, Sinebrychoff Art Museum, 2012, 260 p. (ISBN 978-951-5-33404-6), p. 144-149.

## Autres

### Essais
- André-Charles Coppier, « Rembrandt et Spinoza », in Revue des Deux Mondes, janvier 1916.
- Jean Genet, « Le Secret de Rembrandt », L'Express, 1958.
- Bruno Streiff, Le Peintre et le philosophe ou Rembrandt et Spinoza à Amsterdam, Éditions Complicités, 2004.
- (nl) Gérard de Lairesse, Het Groot schilderboek, 1712.
- (de) Julius Langbehn, Rembrandt als Erzieher, 1890.

### Fictions
- Jörg Kastner, La couleur bleue.un thriller historique mettant en scène Rembrandt.
- Patrizia Runfola, Leçons de ténèbres (Éditions de la Différence, 2002 ; traduit de l'italien, Lezioni di tenebre (2000).L'auteur imagine un témoignage de son dernier élève, Aert de Gelder, dans la nouvelle Dans l'effroi.
- Lenka Horňáková-Civade (1971-), Un Regard bleu (2022) (ISBN 978-2-36279-600-5) : rencontre de Rembrandt et de Comenius à Amsterdam

### Bande dessinée
- Typex, Rembrandt, Paris, éd. Casterman, mai 2015, 247 p., 26 cm (ISBN 978-2-203-09222-8)Biographie romancée en bande dessinée, œuvre de commande du Rijksmuseum AmsterdamVoir : Frédéric Potet, « Quand la BD rend hommage à la peinture », Lemonde.fr,‎ 28 mai 2015 (lire en ligne, consulté le 7 novembre 2015). Typex est le nom de plume de Raymond Koot (Myriam Perfetti, « Rembrandt, côté ombres », Marianne, no 951,‎ 10 juillet 2015, p. 78 (lire en ligne)).